# Norman Gimbel
Norman Gimbel (Brooklyn, Estados Unidos, 16 de noviembre de 1927-Montecito,  19 de diciembre de 2018) fue un compositor de canciones estadounidense, con temas realizados para la televisión  y el cine.

## Biografía
Gimbel nació en Brooklyn, hijo de Lottie (Nass) y del empresario Morris Gimbel. Sus padres eran inmigrantes judíos austriacos. Gimbel fue autodidacta en música y luego de un empleo inicial con la editora musical de David Blum, progresó hasta convertirse en un compositor contratado por la editora Edwin H. Morris Music. Sus pequeños éxitos y fama moderada se debieron a las animadas y novedosas canciones como "Ricochet", que se popularizó en una grabación de 1953 por Teresa Brewer, a partir de la cual se desarrolló la película "Ricochet Romance" de Judy Canova de 1954 y "A Whale of a Tale", cantada por Kirk Douglas en otra producción del mismo año, Veinte mil leguas de viaje submarino. Obtuvo un mayor éxito con la grabación de Dean Martin en "Sway", que alcanzó el número 6 en la UK Singles Chart, seguida de su primer gran éxito, la interpretación de Andy Williams con "Canadian Sunset", que se ubicó en el primer lugar en 1956.
Su cuya carrera es principalmente recordada por el megaéxito "Killing Me Softly with His Song", cantado por Roberta Flack, número uno en la lista del Billboard durante cinco semanas y galardonado con el Premio Grammy a la mejor canción en 1973. Convertida en clásico instantáneo, esta canción ha sido interpretada por múltiples artistas como Frank Sinatra, y en 1997 volvió a las listas de éxitos gracias a la versión del grupo The Fugees, premiada con un Grammy.
Otras canciones de su historial son "Sway", "Canadian Sunset", "Summer Samba", "The Girl from Ipanema" (adaptación con letra en inglés del clásico brasileño "Garota de Ipanema"),  "Meditation" y  "I Will Wait for You".

## Premios y distinciones
Premios Óscar
| Año  | Categoría              | Canción                      | Película             | Resultado |
| ---- | ---------------------- | ---------------------------- | -------------------- | --------- |
| 1976 | Mejor canción original | «Richard's Window»           | Una ventana al cielo | Nominado  |
| 1979 | Mejor canción original | Ready to take a chance again | Juego peligroso      | Nominado  |
| 1980 | Mejor canción original | "It Goes Like It Goes"       | Norma Rae            | Ganador   |

Fue incluido en el Salón de la Fama de los Compositores en 1984.